# Kanton Saint-Valery-sur-Somme
Kanton Saint-Valery-sur-Somme (fr. Canton de Saint-Valery-sur-Somme) byl francouzský kanton v departementu Somme v regionu Pikardie. Skládal se z 12 obcí. Zrušen byl po reformě kantonů 2014.

## Obce kantonu
- Arrest
- Boismont
- Brutelles
- Cayeux-sur-Mer
- Estrébœuf
- Franleu
- Lanchères
- Mons-Boubert
- Pendé
- Saigneville
- Saint-Blimont
- Saint-Valery-sur-Somme